# For All Debts Public and Private
"For All Debts Public and Private" 40. je epizoda HBO-ove televizijske serije Obitelj Soprano i prva u četvrtoj sezoni serije. Napisao ju je David Chase, režirao Allen Coulter, a originalno je emitirana 15. rujna 2002.

## Radnja
A.J. Soprano je počeo pohađati novu školu, a Carmela pokušava unaprijediti njegovo obrazovanje čitanjem izvadaka iz The New York Timesa, koje mu je dao njegov školski odsjek za društvene studije. Tony ga također provjerava, pitajući za ocjene i udaravišvi ga iza uha kad mu A.J. kaže kako je "otkrio svoje ignoriranje" upitavši ga za ocjene tek nekoliko dana nakon početka godine. Carmelino se raspoloženje evidentno popravlja kad stiže Tonyjev vozač, ali joj smijeh splasne kad ugleda da je to Christopher Moltisanti, a ne Furio Giunta.
Tony i Stric Junior nastavljaju se sastajati u ordinaciji dr. Douglasa Schrecka — Juniorova liječnika. Chris, Bobby Bacala i Murf Lupo čekaju ih ispred. I Junior i Tony koketiraju s medicinskom sestrom, a Tony to čini suptilnije. Tony i Junior razgovaraju o novcu: Junior treba još novca kako bi pokrio svoje pravne troškove jer nije bio u mogućnosti zarađivati zbog kućnog pritvora. Tony mu kaže kako nema dovoljno novca i bijesno mu odbije pomoći. Junior kasnije odlučuje otkazati svojem ostarjelom kapetanu Murfu, te ga zamijeniti Bobbyjem Bacalom. Tony odobrava taj izbor. Ovi sastanci naprasno završavaju kad Juniorov odvjetnik javi Murfu kako je FBI u ured dr. Schrecka ubacio svoju agenticu prerušenu u medicinsku sestru. 
Carmela primjećuje kako udovica Angie Bonpensiero radi u samoposluzi Pathmark, ali joj ne prilazi. To navede Carmelu da se zabrine za vlastitu financijsku sigurnost, jer Tony je uvijek oprezno odvaja od svojih poslovnih kontakata. Nakon što upita Tonyja da joj dâ novca za ulaganje, on joj kaže kako više neće dalje odlagati novac u kući.
Tony kasnije nalaže Chrisu da ga odvede u Bada Bing gdje iskaljuje svoje frustracije pretukavši bespomoćnog barmena Georgieja jer je potratio led. Silvio pokuša smiriti situaciju, ali ne uspijeva spriječiti Georgieja da dobacuje priglupe savjete koji raspaljuju Tonyja. Chris, Silvio i Tony napuštaju Bing kako bi nazočili sastanku s obiteljskim kapetanima — Carlom Gervasijem, Ally Boyem Bareseom, Rayom Curtom i Ralphom Cifarettom. Tony koristi sastanak kako bi ih kritizirao zbog nedavnog manjka prihoda u obitelji, rekavši im kako šef obitelji, Junior, očajno treba njihovu potporu. Christopher je ostavljen ispred vrata zajedno s Vitom Spataforeom dok stariji članovi obitelji održavaju sastanak. 
Chris vjeruje kako njegov povratak u status vozača može značiti kaznu za propitivanje Tonyjeve odluke o situaciji s Jackiejem Aprileom, Jr. Nakon što se vratio kući, započne razgovor o tome sa svojom djevojkom, Adrianom La Cervom. Adriana se još viđa sa svojom prijateljicom Danielle, koja je zapravo agentica FBI-a Deborah Ciccerone, koja živi sa svojim mužem, također agentom FBI-a Mikeom Waldrupom i njihovim djetetom. Ima odvojenu telefonsku liniju za Adrianu. Christopher se prema njoj odnosi bezobrazno i čini se kako ne odobrava njihovo prijateljstvo. Osim toga, razvio je ozbiljnu ovisnost o heroinu iako i dalje inzistira kako se samo "puca", te nagovara Adrianu da mu se pridruži.
Zatim uklanja novac ispod svog automobilskog sjedala i odnosi ga u kuću s bazenom gdje ga skriva ispod podnih obloga. Tony kasnije kupuje hranu za patke, iako je vjerojatnost da ih uopće vidi iznimno mala jer su se one odselile u toplije krajeve. Nakon što je donio vreće s hranom kući, iskoristi hranu kako bi u njoj sakrio novac. Carmela primjećuje kako je čudno vrijeme za kupnju hrane za patke. Kupujući hranu, Tony se susreće s vijećnikom Zellmanom kako bi razgovarao o projektu Esplanade. Zellman mu odaje da će cijene zemljišta blizu novog naselja skočiti. Tony se prisjeća kako Junior posjeduje skladište u području Avenije Frelinghuysen.
Carmela poziva Rosalie Aprile i Ralpha Cifaretta na večeru, iako joj je Tony rekao da to ne čini. Rosalie se tijekom večere čini odsutna i tiha, za razliku od Ralphieja koji A.J.-u i prijatelju priča o motociklu kojeg je imao u mladosti. Na večeri prisustvuju i Hugh i Mary De Angelis. Ralphie se ispriča na zahod, a Janice ubrzo pođe za njim, pronašavaši ga kako šmrče kokain. Ona mu se pridružuje i dvojac doživljava prvi seksualni susret. Dok ih nema za stolom, Tony primjećuje kako su dugo odsutni. Tijekom večere Adriana -— u pratnji Danielle -— posjećuje Sopranove kako bi posudila nešto od Carmele. Dok njih dvije razgovaraju, Tony koketira s Danielle, a Rosalie joj pokazuje kuću Sopranovih. Meadow se još uvijek teško nosi sa smrću Jackieja Aprilea i ne dolazi na večeru. Isti razlog koristi i kao izliku za neupisivanje novih predmeta dok se približava njezina druga godina na Sveučilištu Columbia. Carmela je zabrinuta zbog načina na koji joj je kćer provela ljeto. 
Tony organizira zabavu u hotelskoj sobi. Dolaze Christopher, Ralphie, Silvio i nekoliko stjuardesa iz islandske zrakoplovne kompanije. Zabavi je prethodio kratki sastanak s njujorškim šefom, Carmineom Lupertazzijem. Carmine govori o uspjehu projekta Esplanade i raspituje se za Juniora. Chris u kupaonici s jednom od djevojaka puši heroin. Čini se paranoičan kad Tony pokuca na vrata i kaže mu da napusti zabavu, ali Tony zapravo ima velike planove za njega. Tony kaže Chrisu da se odveze do Hootersa gdje se Bobby Bacala parkira iza njega. Tony je cijelog dana govorio o "Dickieju" Moltisantiju, Chrisovu pokojnom ocu. U Hootersu on kaže Christopheru da zna tko je ubio njegova oca — detektiv Barry Haydu — te da je on trenutno u Hootersu gdje mu je priređena oproštajna zabava. On kaže da je Haydu to učinio jer se Dickie posvađao s Jillyjem Ruffalom, čovjekom s kojim je Dickie nekoć služio. Chris se prisjeća kako mu je rečeno da mu je oca ubio policajac, ali da je vjerovao da je on mrtav. Tony daje Chrisu Hayduovu adresu i poželi mu sreću. Tony ulazi u Bobbyjev auto, ostavivši Chrisa da donese odluku.
Chris dolazi do Hayduova doma prije što je ovaj napustio zabavu i provali mu u kuću. Nakon što je Haydu stigao kući, Chris ga iznenadi i onesvjesti. Uzme mu pištolj i značku te ga lisicama priveže za stubište. Nakon što je Haydu došao svijesti, Chris ga ispita o njegovoj uključenosti u smrt njegova oca, ali Haydu sve porekne. Chris mu kaže kako nije važno ono što on kaže, jer ga Tony želi mrtva. Chris pojača zvuk na televizoru kako bi prikrio buku pucnjeva dok Haydu pokušava pobjeći, ali ga Chris ustrijeli njegovim oružjem kad je ovaj već gotovo stigao do ulaznih vrata. Napravi i rupu u zidu te udari Hayduovo tijelo. Prije odlaska, uzima novčanicu od dvadeset dolara iz Hayduove lisnice (očekujući više gotovine), obriše pištolj i smjesti ga u Hayduovu ruku. Chris kasnije odlazi posjetiti svoju majku, Joanne, te pretraži stvari svojeg oca, uključujući staru sliku koja prikazuje njega u Mornarici. Chris se po prvi put u epizodi čini miran te prilijepi novčanicu od 20 dolara koju je uzeo od Haydua na majčin hladnjak -— iako je njegova majka sklopila sliku svoga muža na stol. 
Dok Chris odlazi za Hayduom, Bobby i Tony večeraju i razgovaraju o Bobbyjevoj promociji te kako je bio shrvan očevom smrću. Bobby i Tony sljedećeg jutra posjećuju Juniorovu kuću, a Murf im kaže za problem s uredom dr. Schrecka. Karen Baccalieri, Bobbyjeva žena, dolazi s njihovom djecom kako bi čuvala Juniora, jer su ga novosti jako uzrujale. Tony i Junior razgovaraju o tome što je FBI mogao saznati, a Tony ponudi Junioru sto tisuća za skladište na Aveniji Frelinghuysen, rekavši mu kako time želi pomoći njegovoj financijskoj situaciji. Junior prihvaća ponudu, ali kaže kako je iznimno nezadovoljan svojim životom, rekavši Tonyju kako je on "starac koji se sprema za suđenje".
U međuvremenu, Paulie Walnuts je uhićen u Youngstownu na osnovi optužbe za nelegalno posjedovanje oružja, dok je bio na izletu u Steubenville kako bi vidio mjesto rođenja Deana Martina. On naziva Johnnyja Sacka koji mu kaže kako mu nitko nije spomenuo zašto je pritvoren. Paulie se uzruja i poveže priču: posjećivao je prijatelja, Lennyja Scortesea, te su ih uhvatili s pištoljem iz neriješenog ubojstva u njihovom autu. Johnny se čini spreman njegovati prijateljstvo s Pauliejem koje je započelo kad se Paulie osjetio odbačenim od strane Tonyja u korist Ralpha i projekta Esplanade.
Na terapiji Tony govori kako ga Carmela pritišće oko budućnosti obitelji te životu Strica Juniora. Nakon što Tony počne govoriti o svojoj budućnosti u svjetlu dva završetka, smrti ili zatvora, dr. Melfi mu kaže da napusti posao. Tony joj kaže kako ima planove da izbjegne oboje -— koristeći Christophera kao posrednika kako bi se distancirao od eventualnih posljedica. Dr. Melfi dovede u pitanje Tonyjevu iskrenost, a on joj kaže da joj vjeruje ... "malo".

## Glavni glumci
- James Gandolfini kao Tony Soprano
- Lorraine Bracco kao dr. Jennifer Melfi
- Edie Falco kao Carmela Soprano
- Michael Imperioli kao Christopher Moltisanti
- Dominic Chianese kao Corrado Soprano, Jr.
- Steven Van Zandt kao Silvio Dante
- Tony Sirico kao Paulie Gualtieri
- Robert Iler kao A.J. Soprano
- Jamie-Lynn Sigler kao Meadow Soprano
- Aida Turturro kao Janice Soprano
- Joe Pantoliano kao Ralph Cifaretto
- Drea de Matteo kao Adriana La Cerva
- Federico Castelluccio kao Furio Giunta
- Steve Schirripa kao Bobby Baccalieri
- Vincent Curatola kao Johnny Sack

### Gostujući glumci
| - Tom Aldredge kao Hugh De Angelis - Sharon Angela kao Rosalie Aprile - Will Arnett kao agent Mike Waldrup - Val Bisoglio kao Murf Lupo - Joseph R. Gannascoli kao Vito Spatafore - Lola Glaudini kao agentica Deborah Ciccerone - Dan Grimaldi kao Patsy Parisi - Toni Kalem kao Angie Bonpensiero - Marianne Leone kao Joanne Moltisanti - Tony Lip kao Carmine Lupertazzi - George Loros kao Raymond Curto | - Richard Maldone kao Albert Barese - Tom Mason kao detektiv Barry Haydu - Angelo Massagli kao Bobby Baccalieri III. - Arthur J. Nascarella kao Carlo Gervasi - Christine Pedi kao Karen Baccalieri - Peter Riegert kao vijećnik Ronald Zellman - Frank Santorelli kao Georgie - Suzanne Shepherd kao Mary De Angelis - Lexie Sperduto kao Sophia Baccalieri - Matthew Sussman kao dr. Douglas Schreck - Gay Thomas-Wilson kao medicinska sestra |

## Prva pojavljivanja
- Bobby Baccalieri, III.: Bobbyjev sin.
- Karen Baccalieri: Bobbyjeva supruga.
- Sophia Baccalieri: Bobbyjeva kćer.
- Carlo Gervasi: kapetan u obitelji Soprano/DiMeo.
- Murf Lupo: ostarjeli kapetan u obitelji Soprano/DiMeo i prijatelj Juniora Soprana.

## Umrli
- Detektiv Barry Haydu: ustrijeljen u svojem domu od strane Christophera Moltisantija.

## Naslovna referenca
- Naslov epizode preuzet je iz rečenice koja se nalazi na američkoj papirantoj valuti: "this note is legal tender for all debts, public and private". Epizoda završava krupnim planom novčanice od dvadeset dolara koju je Chris uzeo od poručnika Barryja Haydua nakon što ga je ubio. Novac je u epizodi izvor zabrinutosti za Tonyja, Carmelu i Juniora. Christopher sada ostaje dužan Tonyju za informacije koje mu je dao o njegovom ocu - dug koji se nastavlja pojavljivati.

## Produkcija
- Vince Curatola (Johnny Sack) od ove je epizode potpisan u uvodnoj špici u epizodama u kojima se pojavljuje.
- Robert Funaro (Eugene Pontecorvo) više nije potpisan u uvodnoj špici iako se nastavlja pojavljivati u seriji.
- Pauliejev boravak u zatvoru dodan je u scenarij kako bi se glumcu Tonyju Siricu omogućio oporavak od ozbiljne operacije leđa.
- Hrvač Johnny Valiant pojavljuje se u ovoj epizodi kao tjelohranitelj Carminea Lupertazzija.
- Ova je epizoda prva emitirana nakon terorističkih napada 11. rujna 2001. Od ove epizode, u uvodnoj špici više ne postoji kadar tornjeva World Trade Centera, a zamijenjen je kadrovima industrijske zone.

## Reference na druge medije
- Junior gleda film Nebo zna, g. Allison, s Deborah Kerr i Robertom Mitchumom. Film govori o američkom marincu tijekom Drugog svjetskog rata nasukanom na pustom otoku s časnom sestrom, koji vjerojatno simbolizira Juniorovu izolaciju - sve što želi nije mu pri ruci.
- Tijekom scene u kojoj Carmela pita Tonyja za financije, na televiziji se prikazuje film Rio Bravo, vestern iz 1959. s Johnom Wayneom, Deanom Martinom i Rickyjem Nelsonom. U sceni koju Tony gleda, Martin i Nelson pjevaju "My Rifle, My Pony and Me". Ova pjesma iskorištena je na kraju buduće epizode "Pie-O-My".

## Glazba
- Na početku epizode i tijekom odjavne špice svira "World Destruction" sastava Time Zone.

## Vanjske poveznice
- "For All Debts Public and Private" u internetskoj bazi filmova IMDb-a